# نامسان (سئول)
نامسان (انگلیسی: Namsan) یا کوه نام، قله‌ای است به ارتفاع ۲۶۲ متر که در منطقه جونگ‌گو در جنوب مرکز سئول کره جنوبی واقع شده است. در اطراف این کوه، مناطقی برای گردش و تفریح وجود دارد و برج اِن سئول، بر فراز آن قرار دارد. از این منطقه می‌توان نمایی از جنوب شهر سئول را مشاهده کرد. این کوه، یکی از نمادهایی است که در سرود ملی کره جنوبی به آن اشاره می‌شود.

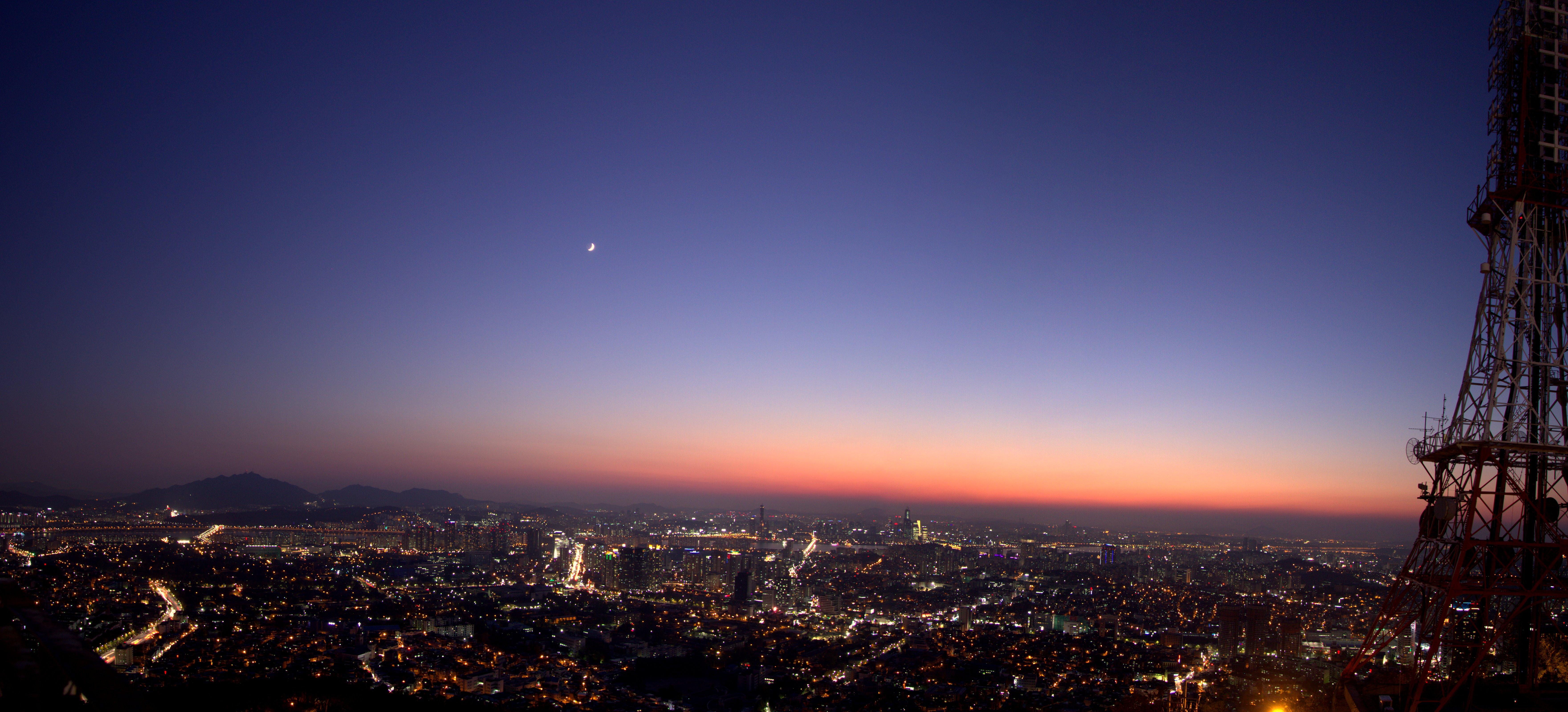
نمایی از سئول هنگام غروب از فراز نامسان